# Ferdinando Donati
Ferdinando Donati (Peccioli, 6 luglio 1949 – Peccioli, 13 marzo 2014) è stato un allenatore di calcio e calciatore italiano.

## Carriera

### Giocatore
Cresce nella Pecciolese, squadra locale del suo paese nella provincia pisana, per passare nelle giovanili dell'Empoli con il quale esordisce diciottenne in Serie C. Passa quindi alla SPAL nel novembre del 1970 per poi accettare l'offerta dell'Empoli di tornare in Toscana in comproprietà; poi la SPAL lo riscatta. Ottiene con la squadra ferrarese del presidente Paolo Mazza e allenata da Mario Caciagli, una promozione in Serie B, per poi passare alla Ternana appena ritornata in Serie A.
A Terni resta due stagioni, e il suo esordio in massima serie avviene il 6 ottobre 1974 contro la Fiorentina. Con la squadra umbra rimane anche dopo la retrocessione.  Nell'estate 1976 torna alla SPAL, nella quale resta tre anni: il primo in Serie B, poi di nuovo in C e infine nuovamente tra i cadetti.
Nell'annata 1979-1980 scende nei dilettanti del suo paese, come giocatore-allenatore, per poi nell'anno successivo tornare tra i professionisti a Empoli. Alla fine della stagione si è iscritto al corso di allenatore professionista di seconda categoria a Coverciano, concludendo definitivamente la carriera di calciatore e intraprendendo quella di allenatore.
In carriera ha collezionato complessivamente 29 presenze e una rete in Serie A (è sua la rete della bandiera nella sconfitta per 7-1 della Ternana a Napoli nell'annata 1974-1975) e 108 presenze e 9 reti in Serie B.

### Allenatore
Nel biennio 1986-1987 si diploma allenatore di prima categoria al Supercorso. Dopo la trafila nelle giovanili gli viene affidata la prima squadra dell'Empoli nel 1988-1989, in Serie B, subentrando a Simoni; viene riconfermato l'anno successivo.
Nella stagione 1990-91 è allenatore in seconda della Casertana, con cui ottiene una storica promozione in Serie B. L'anno successivo accetta l'offerta del Pisa, come allenatore della Primavera e supervisore per il settore giovanile.
Allena poi le Primavere di Alessandria e Spezia, e le prime squadre di Aosta e Pietrasanta.
Dagli anni 2000 torna ad Empoli in qualità di osservatore, mentre dalla stagione 2011-12 è responsabile del settore giovanile del Pisa.

## Palmarès

### Club

#### Competizioni nazionali
- Campionato italiano Serie C: 2

SPAL: 1972-1973 (girone B), 1977-1978 (girone B)